# Ross Lynch

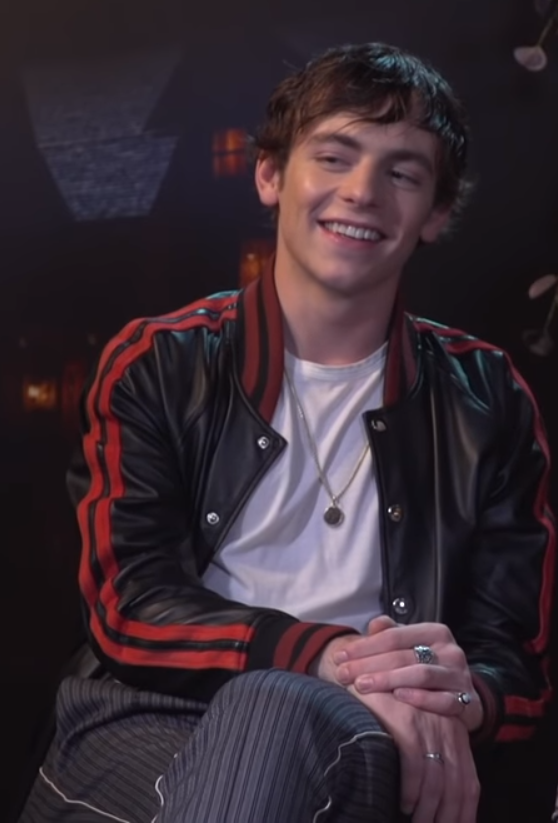
Ross Lynch (2018)

Ross Shor Lynch (* 29. Dezember 1995 in Littleton, Colorado) ist ein US-amerikanischer Sänger, Schauspieler und Tänzer, bekannt durch seine Rolle des Austin Moon in der Fernsehserie Austin & Ally.

## Leben
Ross Lynch wurde 1995 in Littleton im US-Bundesstaat Colorado als zweitjüngstes von fünf Geschwistern geboren. Er ist der Cousin von Derek und Julianne Hough.
Ross kann Klavier, Schlagzeug, Gitarre und Bass spielen und nahm Violinunterricht. 2009 nahm er an der Castingshow So You Think You Can Dance, die US-amerikanische Version von You Can Dance, teil.

## Karriere

### Musikkarriere

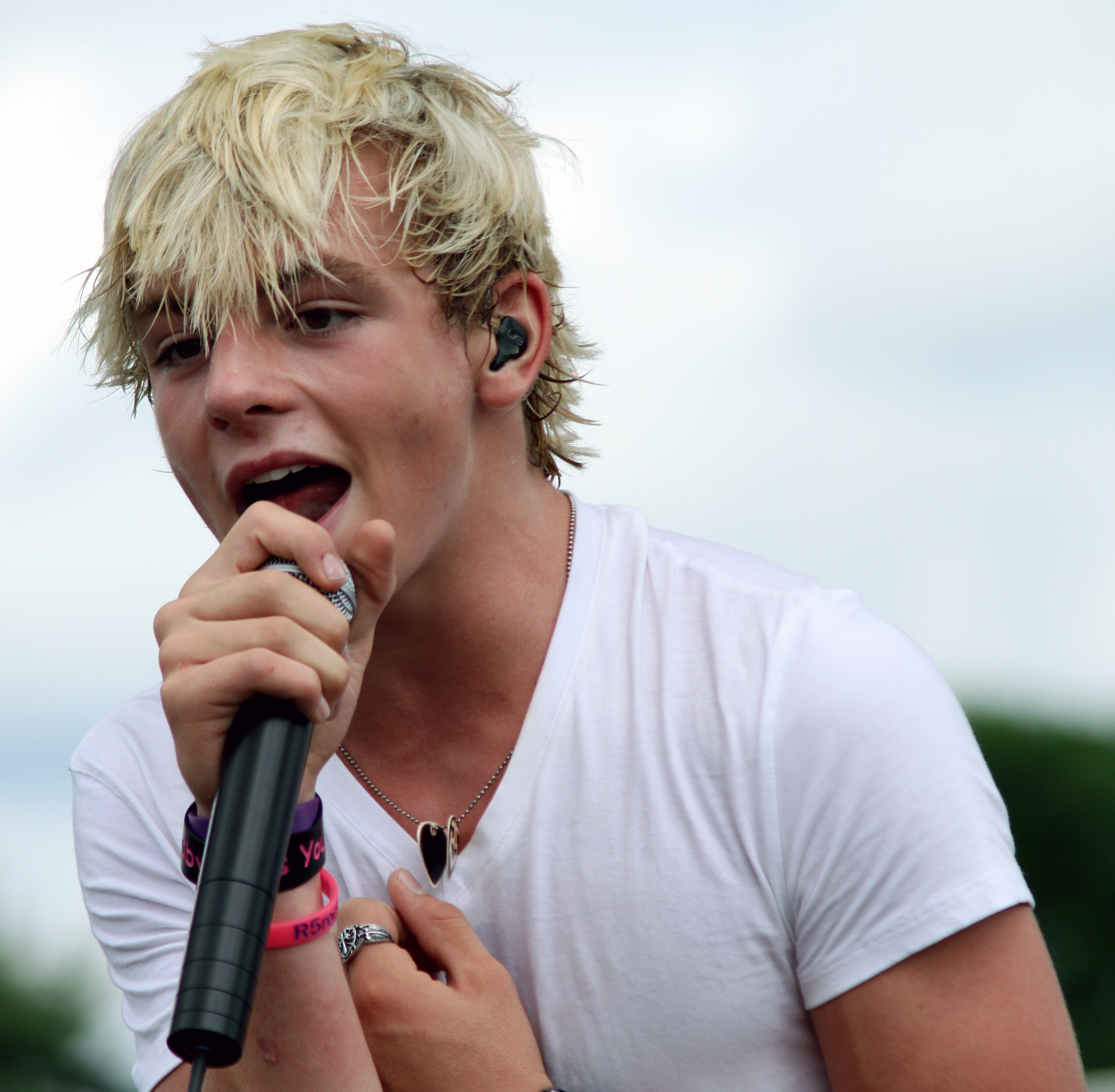
Ross Lynch während eines Auftrittes im Juli 2012

Ross Lynch ist eines der Gründungsmitglieder der Band R5, die er zusammen mit seinen Geschwistern und einem Freund namens Ellington Ratliff gründete. Die Band veröffentlichte am 9. März 2010 ihre erste EP mit dem Titel Ready Set Rock. Im April 2012 gab die Band bekannt, dass sie einen Plattenvertrag bei Hollywood Records erhalten habe und dass sie vom 3. bis 15. Mai 2012 durch amerikanische Clubs toure.
Ross Lynch veröffentlichte 2012 zwei eigene Songs namens A Billion Hits und Heard It on the Radio, die beide auch in der Serie Austin & Ally zu hören sind. Am 19. Februar 2013 veröffentlichte R5 ihre zweite EP namens Loud.
2018 gründete er mit seinem Bruder Rocky Lynch die Band The Driver Era.

### Schauspielkarriere
Seine Schauspielkarriere begann er 2010 mit dem Kurzfilm Grapple!, in dem er die Hauptrolle des Aaron spielte. Seinen Durchbruch als Schauspieler schaffte er mit der Rolle des Austin Moon in der beim Disney Channel ausgestrahlten Jugendserie Austin & Ally, die er seit 2011 innehat. Im Sommer 2013 war er in dem Disney Channel Original Movie Teen Beach Movie neben Maia Mitchell als Brady zu sehen. 2014 hatte er im Film Muppets Most Wanted eine Nebenrolle als Florist.
Im Film My Friend Dahmer war Lynch in der Hauptrolle des Serienmörders Jeffrey Dahmer zu sehen. Der Film hatte beim Tribeca Film Festival seine Premiere.
In der Netflix-Serie Chilling Adventures of Sabrina verkörpert er die Rolle des Harvey Kinkle.

## Filmografie (Auswahl)
- 2010: Grapple! (Kurzfilm)
- 2011–2016: Austin & Ally (Fernsehserie, 87 Episoden)
- 2012: Jessie (Fernsehserie, Episode 2x06)
- 2013: Der ultimative Spider-Man (Ultimate Spider-Man, Fernsehserie, Episode 2x22, Stimme)
- 2013: Teen Beach Movie (Fernsehfilm)
- 2014: Muppets Most Wanted
- 2015: Violetta (Fernsehserie, Episode 3x69–3x70)
- 2015: Teen Beach 2 (Fernsehfilm)
- 2017: My Friend Dahmer
- 2018: Appgefahren – Alles ist möglich (Status Update)
- 2018–2020: Chilling Adventures of Sabrina (Fernsehserie)

## Diskografie
Singles
- 2009: Let it Rock
- 2012: A Billion Hits
- 2012: Heard It on the Radio
- 2013: Illusion
- 2015: On My Own (aus dem Film Teen Beach 2)

Alben mit R5
- 2013: Louder
- 2015: Sometime Last Night

EPs mit R5
- 2010: Ready Set Rock
- 2013: Loud
- 2014: Heart Made Up on You
- 2017: New Addictions

Singles mit R5
- 2012: Say You’ll Stay
- 2013: Pass Me By
- 2014: Stay with me
- 2014: Smile
- 2015: All Night
- 2017: If
- 2017: Hurts Good

Singles mit The Driver Era
- 2018: Preacher Man
- 2018: Afterglow
- 2018: Low
- 2019: Feel You Now
- 2019: Welcome to the End of Your Life
- 2019: A Kiss
- 2019: Forever Always
- 2020: OMG Plz Don't Come Around
- 2020: Flashdrive
- 2020: Take Me Away
- 2020: Places
- 2020: Fade
- 2021: Heaven Angel
- 2021: #1 Fan
- 2021: Leave Me Feeling Confident
- 2021: Heart of Mine
- 2022: Keep Moving Forward
- 2022: Malibu
- 2022: Fantasy
- 2023: Rumors

Alben mit The Driver Era
- 2019: X
- 2021: Girlfriend
- 2022: Summer Mixtape
- 2023: Live at the Greek

## Auszeichnungen
- 2013: Nickelodeon Kids’ Choice Award: Lieblings-TV-Schauspieler (Austin & Ally)
- 2013: Radio Disney Award: Bestes Musikvideo: "Heard It On The Radio"
- 2014: Nickelodeon Kids’ Choice Award: Lieblings-TV-Schauspieler (Austin & Ally)
- 2014: Teens Choice Award: Lieblings-TV-Schauspieler Comedy (Austin & Ally)[4]
- 2015: Nickelodeon Kids’ Choice Award: Lieblings-TV-Schauspieler (Austin & Ally)
- 2016: Nickelodeon Kids Choice Awards: Lieblings-TV-Schauspieler (Austin & Ally)
- 2016: Teens Choice Award : Lieblings-TV-Schauspieler Comedy (Austin & Ally)